# Maubert – Mutualité
Maubert - Mutualité - stacja linii nr 10 metra  w Paryżu. Stacja znajduje się w 5. dzielnicy Paryża.  Została otwarta 15 lutego 1930 r.